# Isiah Whitlock Jr.
Isiah Whitlock Jr., conosciuto anche come Isiah Whitlock (South Bend, 13 settembre 1954), è un attore statunitense.

## Biografia
Isiah Whitlock è apparso in varie serie televisive, come Law & Order - I due volti della giustizia, Law & Order: Criminal Intent, Law & Order - Unità vittime speciali, The Wire. Inoltre, ha interpretato molti film, tra i quali Lei mi odia e La 25ª ora di Spike Lee, Schegge di April di Peter Hedges, Tutti dicono I Love You di Woody Allen. In The Wire, La 25ª ora e Lei mi odia, Whitlock ha interpretato un personaggio (il senatore Clay Davis nella serie televisiva e l'agente Flood nei due film di Spike Lee) caratterizzato da un modo particolare di pronunciare la parola shit (in inglese, merda). Nei film in questione, il doppiatore italiano utilizza l'espressione «sono cazzi!».

## Filmografia parziale

### Cinema
- Quei bravi ragazzi (Goodfellas), regia di Martin Scorsese (1990)
- Gremlins 2 - La nuova stirpe (Gremlins 2: The New Batch), regia di Joe Dante (1990)
- Eddie - Un'allenatrice fuori di testa (Eddie), regia di Steve Rash (1996)
- Tutti dicono I Love You (Everyone Says I Love You), regia di Woody Allen (1996)
- La 25ª ora (25th Hour), regia di Spike Lee (2002)
- Schegge di April (Pieces of April), regia di Peter Hedges (2003)
- Lei mi odia (She Hate Me), regia di Spike Lee (2004)
- Il coraggio di cambiare (Duane Hopwood), regia di Matt Mulhern (2005)
- Come d'incanto (Enchanted), regia di Kevin Lima (2007)
- Brooklyn's Finest, regia di Antoine Fuqua (2009)
- 5 appuntamenti per farla innamorare (I Hate Valentine's Day), regia di Nia Vardalos (2009)
- Benvenuti a Cedar Rapids (Cedar Rapids), regia di Miguel Arteta (2011)
- Detachment - Il distacco (Detachment), regia di Tony Kaye (2012)
- Not Fade Away, regia di David Chase (2012)
- Tentazioni (ir)resistibili (Thanks for Sharing), regia di Stuart Blumberg (2012)
- Europa Report, regia di Sebastián Cordero (2013)
- 90 minuti a New York (The Angriest Man in Brooklyn), regia di Phil Alden Robinson (2014)
- 23 Blast, regia di Dylan Baker (2014)
- Chi-Raq, regia di Spike Lee (2015)
- Il drago invisibile (Pete's Dragon), regia di David Lowery (2016)
- CHiPs, regia di Dax Shepard (2017)
- Cars 3, regia di Bryan Fee (2017)
- Old Man & the Gun (The Old Man & the Gun), regia di David Lowery (2018)
- BlacKkKlansman, regia di Spike Lee (2018)
- Animali da ufficio (Corporate Animals), regia di Patrick Brice (2019)
- Gioventù perduta (Run with the Hunted), regia di John Swab (2019)
- L'arte della truffa (Lying and Stealing), regia di Matt Aselton (2019)
- Da 5 Bloods - Come fratelli (Da 5 Bloods), regia di Spike Lee (2020)
- I Care a Lot, regia di J Blakeson (2020)
- Cocainorso (Cocaine Bear), regia di Elizabeth Banks (2023)

### Televisione
- Law & Order - Unità vittime speciali (Law & Order: Special Victims Unit) – serie TV, 6 episodi (2000-2015)
- Law & Order: Criminal Intent – serie TV, 3 episodi (2001-2011)
- The Wire – serie TV, 25 episodi (2002-2008)
- Rubicon – serie TV, 6 episodi (2010)
- Chaos – serie TV, episodio 1x09 (2011)
- The Good Wife – serie TV, episodio 3x03 (2011)
- Smash – serie TV, 2 episodi (2012)
- Lucky 7 – serie TV, 8 episodi (2013-2014)
- The Blacklist – serie TV, 8 episodi (2013-2014)
- The Divide – serie TV, episodio 1x01 (2014)
- Gotham – serie TV, episodio 1x11 (2015)
- The Carmichael Show – serie TV, episodio 1x05 (2015)
- Limitless – serie TV, episodio 1x09 (2015)
- Atlanta – serie TV, episodio 1x01 (2016)
- Lucifer – serie TV, episodio 1x07 (2016)
- Veep - Vicepresidente incompetente (Veep) – serie TV, episodio 5x13 (2017)
- Elementary – serie TV, episodio 5x13 (2017)
- Son of Zorn – serie TV, episodio 1x12 (2017)
- La nebbia (The Mist) – serie TV, 8 episodi (2017)
- Survivor's Remorse – serie TV, 4 episodi (2017)
- She's Gotta Have It – serie TV, episodio 1x01 (2017)
- Kevin Can Wait – serie TV, episodio 2x10 (2017)
- The Ice, regia di James Ponsoldt – film TV (2017)
- Your Honor – serie TV, 19 episodi (2020-2023)
- The Residence – serie TV (2025)

## Doppiatore
- Lucas Bros. Moving Co. – serie TV, episodio 1x03 (2017)
- Lightyear - La vera storia di Buzz (Lightyear), regia di Angus MacLane (2022)

## Doppiatori italiani
Nelle versioni in italiano delle opere in cui ha recitato, Isiah Whitlock Jr. è stato doppiato da:
- Paolo Marchese in Benvenuti a Cedar Rapids, CHiPs, BlacKkKlansman, Da 5 Bloods - Come fratelli
- Stefano Mondini in Come d'incanto, Il drago invisibile, La nebbia, I Care a Lot
- Gerolamo Alchieri in Schegge di April, Veep - Vicepresidente incompetente, Cocainorso
- Pierluigi Astore in Tentazioni (ir)resistibili, The Carmichael Show
- Danilo Bruni in Law & Order: Criminal Intent
- Gaetano Varcasia in The Wire
- Fabrizio Vidale in The Good Wife
- Giorgio Bonino in Eddie - Un'allenatrice fuori di testa
- Roberto Draghetti in Law & Order - Unità vittime speciali (s.14)
- Angelo Nicotra in Law & Order - Unità vittime speciali (s.17)
- Mario Bombardieri in Lucifer
- Eugenio Marinelli in Elementary
- Massimiliano Lotti in Detachment - Il distacco
- Massimo Corvo in La 25ª ora
- Pasquale Anselmo in Your Honor
- Riccardo Lombardo ne L'arte della truffa
- Roberto Fidecaro in The Residence

Da doppiatore è sostituito da:
- Franco Mannella in Lightyear - La vera storia di Buzz